# 常思德
常思德（935年—999年），北宋将领，汴州浚儀县（今河南省开封市）人。
後周显德元年（954年）应募隶属于天武軍。後累進神衛都虞候。北宋雍熙三年（986年），在曹彬属下攻打契丹国，担任牙校。曹彬北征失敗，宋軍溃散，只有常思德率军保护曹彬归還易州。常思德向宋太宗謝罪，太宗慰劳常思德，让他驻守威虜軍。端拱元年（988年），以弓箭直都虞候兼溪州刺史。
淳化五年（994年），李順在蜀地反宋，常思德招集夔州、峡州兵马。常思德驻扎達州新寧县，在梁山軍歼灭变民軍三千人。雷有終率官軍到合州边境，与变民軍二万对峙。常思德与尹元、裴庄联合雷有終攻打变民軍，平定合州。变民田奉正、蘇荣据守果州，常思德追击，斬首八百级。平定果州，残党逃亡渠州、广安軍、梁山軍。宋軍分兵为二：常思德攻打广安軍、梁山軍，尹元、裴庄攻打渠州。宋軍歼灭变民軍残党，常思德以功任汝州刺史。
常思德转任環慶路副都部署，驻守邠州。咸平元年（998年），与李继隆運兵糧至灵州。因病改为陳留都監，加左神武大将軍。咸平二年（999年）去世。享年六十五岁。